# Vigántpetend
Vigántpetend je obec v Maďarsku v župě Veszprém, spadající pod okres Tapolca. Vznikla v roce 1938 spojením dvou obcí Vigánt a Zalapetend. Nachází se asi 16 km severovýchodně od Tapolcy a asi 28 km jihozápadně od Veszprému. V roce 2015 zde žilo 180 obyvatel. Dle údajů z roku 2011 tvoří 97,9 % obyvatelstva Maďaři a 6,3 % Romové, přičemž 2,1 % obyvatel se ke své národnosti nevyjádřilo.

## Sousední obce
| Růžice kompasu | Taliándörögd | Pula          |              | Růžice kompasu |
| Růžice kompasu | Kapolcs      | Sever         | Szentjakabfa | Růžice kompasu |
| Růžice kompasu | Kapolcs      | Vigántpetend  | Szentjakabfa | Růžice kompasu |
| Růžice kompasu | Kapolcs      | Jih           | Szentjakabfa | Růžice kompasu |
| Růžice kompasu | Balatonhenye | Balatoncsicsó |              | Růžice kompasu |